# 1999 AN10
1999 AN10 (nr 137108) är en Apollo-asteroid och jordnära asteroid (engelska Near Earth Object) som upptäcktes av LINEAR 13 januari 1999.